# Емільчинська волость
Емільчинська волость — адміністративно-територіальна  одиниця Новоград-Волинського повіту Волинської губернії Російської імпериї з центром в селі Емільчине.

## Географія
Розташовувалася в північній частині повіту.

## Історія
Волость існувала з 1797 року до 07.03.1923 року.
Всі населені пункти волості належали Емільчинському землевласнику, статському раднику та кавалеру ордена Св. Анни 4-го ступеня Аполлону Івановичу Уварову (1793—1871).
Станом на 1885 рік до складу волості входило 18 поселень, 11 сільських громад. Населення — 11253 осіб. (5623 чоловічої статі та 5630 жіночої), 935 дворових господарств.
Земельна площа сільських громад, приватної та інших форм власності в цілому складала 34660 десятин, у тому числі орної — 15411.

## Основні поселення
- Емільчине, колишнє власницьке село за 450 верст від повітового міста, при річці Уборті, дворів 134, мешканців 980; церква православна, школа, молитовний дім, торговельні лавки, недільний ринок, 2 вітряні млини, бочкова майстерня, винокурний завод. За 4 версти — шкіряний завод. За 11 верст — колонія німецька Уварівка (Гноїн) з молитовним будинком. За 16 верст — колонія німецька Нейдорф (Косяк) з молитовним будинком. За 22,25,27,30 верст — смоляні заводи.
- Велика Глумча, колишнє власницьке село, дворів 30, мешканців 280, церква православна, млин.
- М'яколовичі, колишнє власницьке село, дворів 60, мешканців 450, церква православна, постоялий будинок, вітряний млин.
- Піблуби, колишнє власницьке село при річці Уборті, дворів 123, мешканців 990; церква православна, постоялий будинок.
- Середи, колишнє власницьке село при річці Бересток, дворів 134, мешканців 1077.
- Сімаківка, колишнє власницьке село, дворів 60, мешканців 520; церква православна, постоялий будинок.